# FC Lienden
FC Lienden là một câu lạc bộ bóng đá đến từ Lienden, Hà Lan. Câu lạc bộ được thành lập vào ngày 1 tháng 8 năm 1930.
Trong những năm gần đây, câu lạc bộ đã chứng kiến sự thăng hạng suốt hệ thống bóng đá Hà Lan, dưới sự dẫn dắt của cựu cầu thủ chuyên nghiệp Hans Kraay, Jr., người từng làm huấn luyện viên trưởng từ năm 2004 đến 2011. Ông trở lại Lienden vào năm 2016.
Vào ngày 12 tháng 11 năm 2008, câu lạc bộ trở nên nổi tiếng trên toàn quốc bằng cách đánh bại đội Eredivisie Vitesse Arnhem bằng 1-0 ở vòng ba cúp quốc nội Hà Lan. Ở vòng 16 đội, họ đã bị Roda JC đánh bại 2-0 sau hiệp phụ.
Năm 2010, câu lạc bộ đã được thăng hạng Topklasse, tầng thứ ba bán chuyên nghiệp Hà Lan mới thành lập. Bắt đầu từ mùa giải 2016-2017, câu lạc bộ đã chơi trong Tweede Divisie mới thành lập cho đến ngày 18 tháng 12 năm 2018 Lienden rút khỏi cuộc thi này vì những khó khăn tài chính.

## Đội hình hiện tại
Kể từ ngày 1 tháng 2 năm 2019
| No. |                        | Position | Player               |
| --- | ---------------------- | -------- | -------------------- |
| 3   | Netherlands            | DF       | Noah Barendse        |
| 4   | Netherlands            | DF       | Haris Memic          |
| 5   | Netherlands            | DF       | Serginho Greene      |
| 6   | Netherlands            | MF       | Djamel Boerstra      |
| 7   | Netherlands            | FW       | Jawad Bellahsan      |
| 8   | Bosnia and Herzegovina | DF       | Abdel Metalsi        |
| 9   | Netherlands            | FW       | Rafael Uiterloo      |
| 10  | Netherlands            | FW       | Frank Wiafe Danquah  |
| 11  | Netherlands            | FW       | Luís Pedro           |
| 12  | Netherlands            | GK       | Thimo Ponsen         |
| 14  | Netherlands            | FW       | Mohammed Ajiach      |
| 16  | Netherlands            | DF       | Clarence Hasselbaink |
| 17  | Netherlands            | MF       | Osama Ben Kaddour    |

| No. |                        | Position | Player                                       |
| --- | ---------------------- | -------- | -------------------------------------------- |
| 18  | Netherlands            | GK       | Thom Jonkerman                               |
| 19  | Netherlands            | FW       | Jesse van Baal                               |
| 20  | Afghanistan            | MF       | Milad Intezar (captain)                      |
| 21  | Netherlands            | FW       | Guytho Mijland                               |
| 22  | Curaçao                | DF       | Ayrton Statie                                |
| 23  | Netherlands            | FW       | Salim Mansouri                               |
| 24  | Netherlands            | DF       | Vlatko Lazić                                 |
| 25  | Netherlands            | FW       | Marlon Versteeg (on loan from De Graafschap) |
| 26  | Bosnia and Herzegovina | FW       | Ammar Nadžak                                 |
| 27  | Netherlands            | DF       | Yusuf Bilen                                  |
| 28  | Netherlands            | MF       | Yassine Zakir                                |
| 29  | Curaçao                | DF       | Shuremy Felomina                             |